# Bonfield Marcoux
Pour les articles homonymes, voir Marcoux.
Bonfield Marcoux est un acteur et scénariste canadien.

## Filmographie

### Comme acteur
- 1968 : Le Paradis terrestre (série télévisée) : Guy Courriveau
- 1970 : Mont-Joye (série télévisée) : Géatan Joyal
- 1973 : Souris, tu m'inquiètes (moyen métrage) de Aimées Danis : adjoint de son président
- 1973 : Taureau
- 1986 : Miracle at Moreaux (TV) : le passeur
- 1991 : Espion junior (If Looks Could Kill) : conducteur de bus
- 1991 : Robe noire (Black Robe) : Domergue
- 1992 : Scanners III: Puissance maximum (Scanners III: The Takeover) : pathologiste
- 1999 : Bonanno: A Godfather's Story (TV) : Robert Wagner
- 2001 : Varian's War (TV) : officier français
- 2002 : Agent of Influence (TV) : réceptionniste
- 2003 : 20h17 rue Darling : le robineux
- 2004 : Il Duce canadese (feuilleton TV) : père Ferrara
- 2005 : La Neuvaine : prêtre qui donne le sacrement des malades
- 2007 : Continental, un film sans fusil : le directeur des ressources humaines
- 2011 : Le Vendeur : le curé
- 2011 : Trauma (série télévisée) - 3 épisodes : Dr Louis Jutras
- 2011 : Starbuck : directeur de banque no 3
- 2013 : Whitewash de Hoss-Desmarais Emanuel : homme dans le garage

### Comme scénariste
- 1990 : Formule 1